# Schwarz Stein

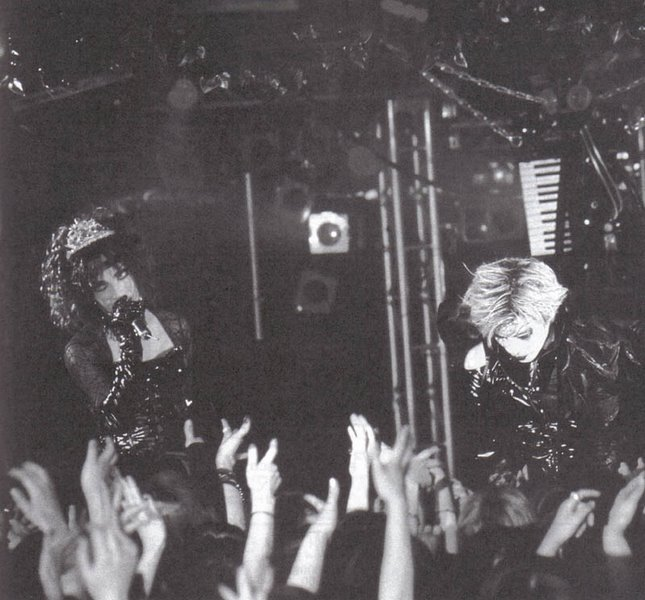
Schwarz Stein (2003)

Schwarz Stein är japansk duo som spelar elektronisk musik. Duon bildades 2001 och släppte två album och ett antal singlar innan de splittrades 2004. 2011 återförenades duon tillfälligt, och sedan 2014 är de åter aktiva. 

## Bandmedlemmar
- Kaya: Sång
- Hora: Keyboard